# Land- und Stadtgericht Lichtenau
Das Land- und Stadtgericht Lichtenau war von 1815 bis 1817 ein Land- und Stadtgericht mit Sitz in Lichtenau.

## Geschichte
Im Königreich Westphalen wurde die Gerichtsorganisation nach französischem Vorbild vereinheitlicht, siehe Justizwesen im Königreich Westphalen. Für den Kanton Lichtenau war das Friedensgericht Lichtenau zuständig, für den Distrikt Paderborn das Tribunal Paderborn. Nach dem Ende des Königreichs Westphalen im Jahr 1813 blieben die Gerichte zunächst bestehen. Da der Appellationshof Kassel aber nun zum Kurfürstentum Hessen gehörte, entfiel die Möglichkeit zu Appellation gegen Urteile der nun preußisch gewordenen Gerichte im Regierungsbezirk Minden. Daher verordnete Zivilgouverneur Ludwig von Vincke, dass die Tribunale zu Paderborn und Höxter jeweils für einander die Appellationsinstanz bilden sollten. Ab 1815 bildete das Oberlandesgericht Minden bzw. Oberlandesgericht Paderborn das Instanzengericht. Anstelle des Friedengerichtes wurde nun ein Land- und Stadtgericht eingerichtet.
Der Sprengel des Gerichts orientierte sich an der Verwaltungseinteilung der Franzosenzeit und umfasste die Kantone Lichtenau, Atteln und Gehrden.
Die Gerichtseinteilung erwies sich aber als nicht sinnvoll. Das Land- und Stadtgericht Lichtenau wurde daher bereits zum 1. März 1817 aufgehoben und sein Sprengel an benachbarte Gerichte verteilt. Der Kanton Lichtenau kam so zum Land- und Stadtgericht Paderborn, der Kanton Gehrden zum Land- und Stadtgericht Warburg und der Kanton Atteln zum Land- und Stadtgericht Büren.
Ab 25. Oktober 1836 wurden Gerichtstage des Land- und Stadtgerichts Paderborn in Lichtenau gehalten, am 8. Mai 1846 wurde eine Gerichtskommission Lichtenau des Land- und Stadtgerichts Paderborn geschaffen.